# Viktor Nikolaev

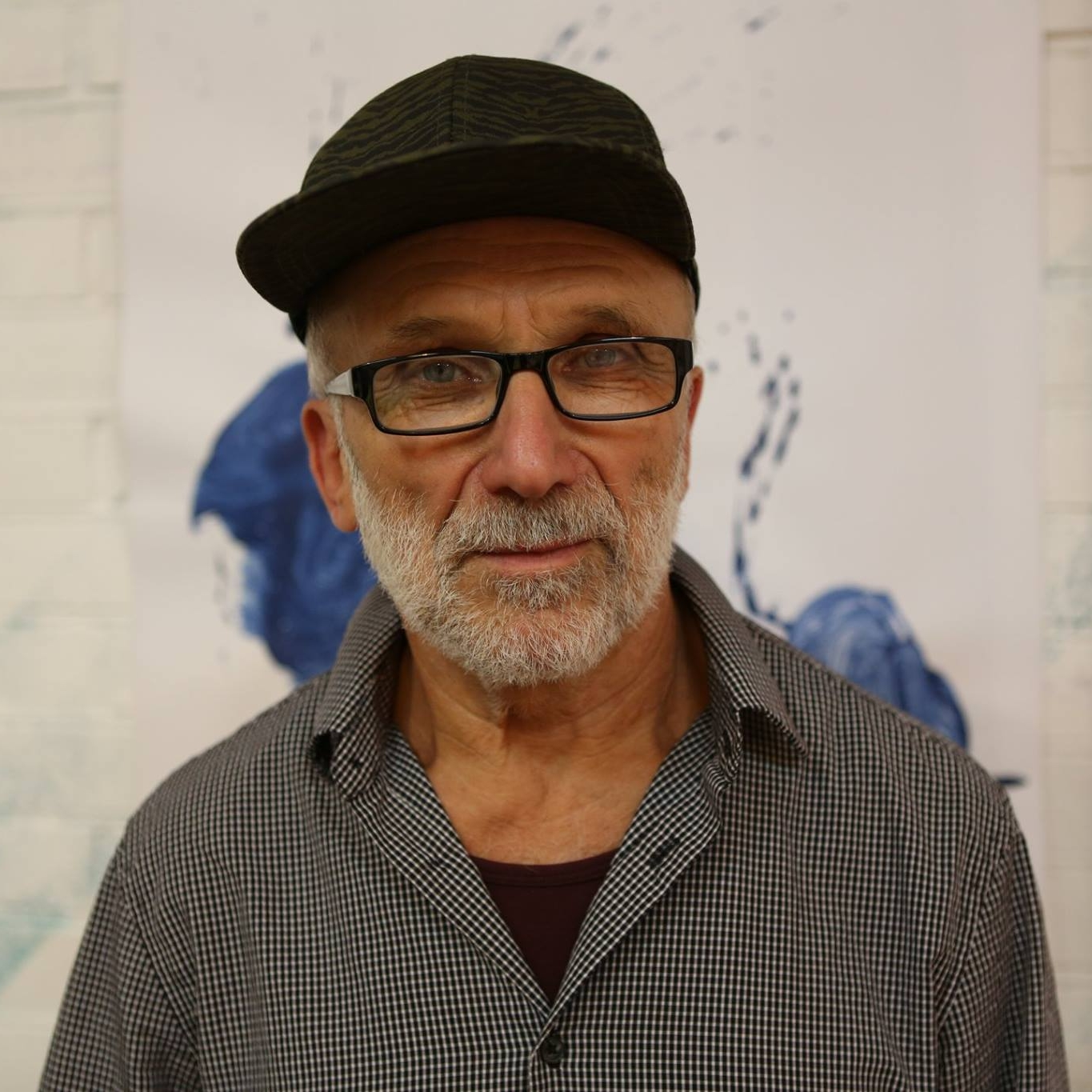
Viktor Nikolaev 2016

Viktor Nikolaev (russisch Виктор Евсеевич Николаев, deutsche Transkription Wiktor Jewsejewitsch Nikolajew; * 15. Mai 1943 in Moskau; † 3. Juli 2017 in Berlin) war ein russisch-deutscher Künstler und Kalligraph jüdischer Herkunft. Seine Malereien aus der Perestroika-Zeit waren unter den ersten, die im Westen ausgestellt wurden. Nikolaev wurde von Kritikern als einer der wichtigsten Vertreter der russischen abstrakten Malerei beschrieben.
Seine Werke wurden auf Einzelausstellungen in Galerien und Kultureinrichtungen Russlands und Europas gezeigt, beispielsweise in der Tretjakow-Gemäldegalerie (Moskau), im Glinka-Museum (Moskau), im Russischen Staatsmuseum (St. Petersburg), in der Galerie Bernhard Vidal (Paris), in der Galerie Friedrich (Köln), im Frankfurter Hof (Mainz) und im Art Center Berlin.
In den letzten Jahren ließ sich Nikolaev insbesondere von der Musik, dem Tanz und der Filmkunst inspirieren, wovon seine regulären Ausstellungen und Performances im Moskauer Staatlichen Zentrum für zeitgenössische Kunst und in Kultureinrichtungen Berlins zeugen.

## Biographie
Viktor Nikolaev arbeitete ab 1968 als Künstler. Die kreativen Interessen des Künstlers entwickelten sich ab Ende der 1970er-Jahre aus dem westeuropäischen Tachismus und der abstrakten Tafelmalerei der 1980er- und 1990er-Jahre zur abstrakten Kalligraphie.
In seinen Arbeiten, die in Einzel- und Gruppenausstellungen in Galerien und Museen in Russland, Frankreich, Deutschland, Italien und anderen Ländern ausgestellt wurden, verwendete Nikolaev Malerei, Fotografie und Video oft synthetisierend.
1976 bis 1977 gab es arrangierte Wohnungsausstattungen unter Beteiligung von Dmitri Alexandrowitsch Prigow, B. Orlow, R. Lebedev, I. Shelkovsky, F. Semenov-Amursky und Gerlovins.
Nikolaev führte Kunstdialoge mit Andy Warhol, Ilya Kabakov, Christo und Francisco Infante-Arana. Er führte gemeinsame Projekte mit Sergey Letov, Iraida Yusupova und anderen Musikern durch.
In den letzten Jahren wurden Viktor Nikolaevs Projekte mit abstrakter Kalligraphie auf Papier und auf einem Fernsehbildschirm in Verbindung gebracht. Im Jahr 2005 gründete Viktor das erste Berliner Kalligraphietheater, welches Performances im Zusammenspiel mit Musikern, Literaten und Tänzern in verschiedenen Kulturzentren in West-  und Osteuropa präsentierte. Das von V. Nikolaev initiierte mobile Theater für Kalligraphie arbeitet an Projekten, die sich mit der Konfrontation von Ideologie und Kunst in Europa und Asien befassen.
Viktor Nikolaev arbeitete mit den Tänzern Andrei Berezin (Tanztheater Wuppertal Pina Bausch), Edsel Scott (Berlin), Asja Belaja, Natalia Tscheban, Anna Melnikova, Ingo Reulecke (Hochschule für Schauspielkunst Ernst Busch), den Musikern Sergei Letov, Fedor Amirov, Elena Zolotova, Ivan Sokolov, Tina Georgiewskaja, dem Studio Neue Musik, Sascha Puschkin, Alexander Frangenheim, Ildar Kharissov, Evgeni Makarov, den Dichtern Boris Schapiro, Andreas Diehl, Dmitriy Vedeniapin, Alexej Prokopiev, Yuri Godovanets, den Fotografen Igor Muchin, Igor Gorovenko und Martin Knerner jeweils in den Städten Berlin und Moskau zusammen.

## Kritiken

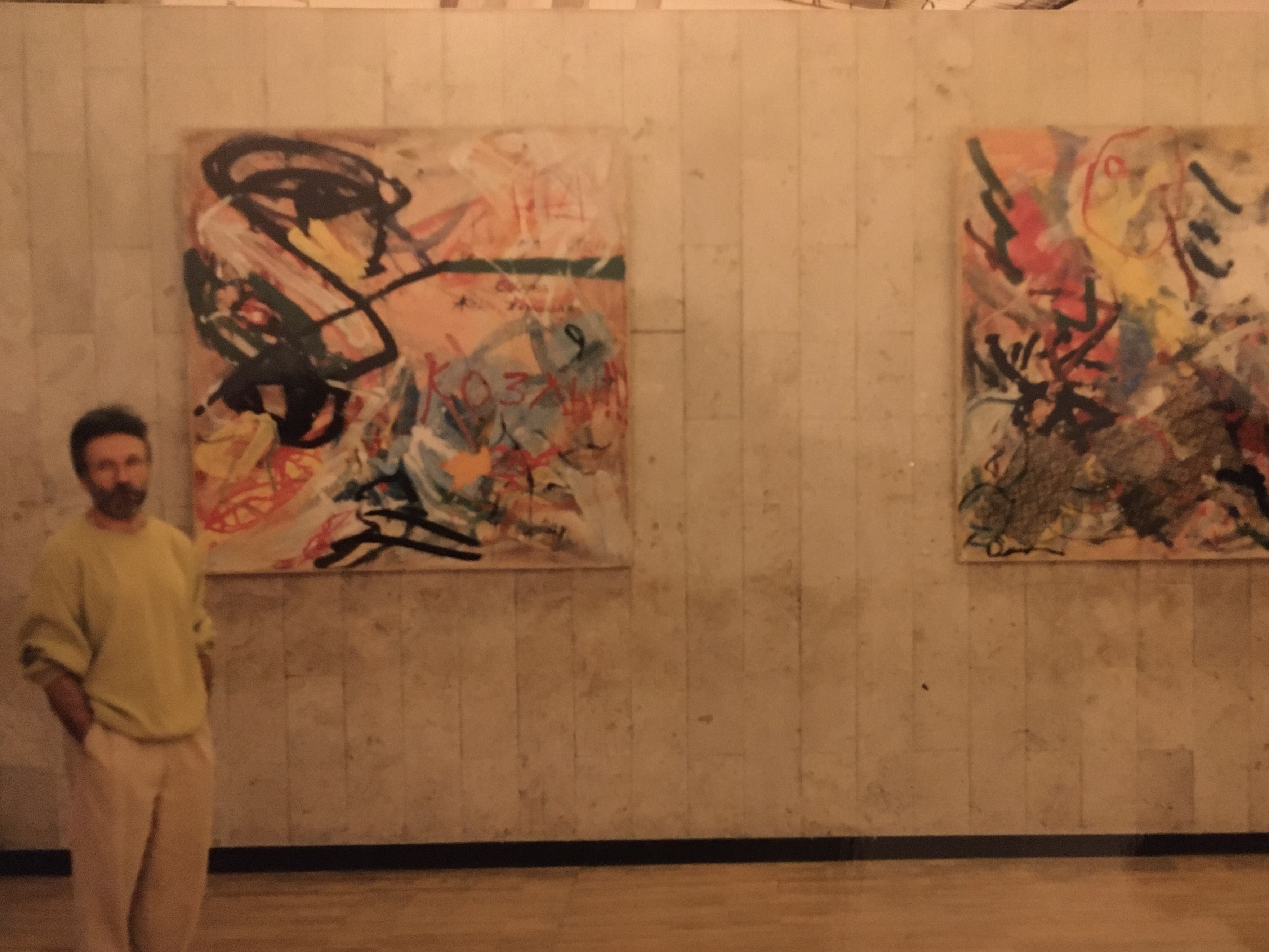
Ausstellung, Tretjakow, 13. Mai 1993 (Moskau)

„Nikolaevs Werke der vergangenen 20 Jahre (vor seiner Entdeckung der abstrakten Kalligraphie) scheinen mir ein interessantes Material für Überlegungen über die Nach-Kunst zu sein. Sie verfügen weder über Elemente des gewollt "Gemachten" oder "Kunstvollen" noch über zuverlässige, handfeste Strukturen wie eine geometrische bzw. rhythmische Wiederholung ... Offenbar nicht zufällig benötigte der Künstler nach einer solchen Reduktion die Korrelation seiner Gesten mit geordneten Gestalten aus dem Vokabular visueller Formen und Sinnträger: des menschlichen Körpers, der Architektur- und Werbungsfotografie etc. Das Nach-Formelle bedarf fremder Formen, um seine Andersartigkeit zu deklarieren. Der belebende Funke springt bei Berührung und Überlappung über. [...]“

„Viktor Nikolaev seinerseits sah keinen inneren Grund, seine persönliche Variante der 'Dissidentenkunst' zu kreieren. Das gesellschaftliche Engagement, unter welcher Form auch immer, ist seiner Natur fundamental fremd. Der Künstler wird mitgerissen durch die plastischen und existentiellen Entdeckungen der großen Vorläufer. Man beobachtet das Auftauchen von Serien sehr großen Formates, innerhalb deren jedes Werk, ohne die direkte Fortsetzung des Vorangegangenen zu sein, in Bezug auf Rhythmen und Farben, wie ein Kettenglied der visuellen Metamorphosen eines Gegenstandes erscheint, der sich selbst entdeckt. Die Kunst Nikolaevs in ihrer Besonderheit und ihrem organischen Wunsch nach nicht gegenständlichem Ausdruck stellt die Frage nach der Überlebensfähigkeit der reinen Abstraktion, eine Strömung, die zu den wichtigsten Phänomenen der Bildkultur unseres Jahrhunderts zählt.“

## Ausgewählte Ausstellungen und Performances
- 1977: „Das Haus der Kultur“, Dubna, Russland
- 1986: „Film-Retrospektiven“, Moskau
- 1987: „Glinka-Museum für Musikkultur“, Moskau
- 1987: Kulturhaus „Dynamo“, Moskau
- 1988: CDRI (Central House of Art Professionals), Moskau
- 1989: Ausstellung „Malerei und Musik“ im Moskauer Künstlerhaus
- 1989: Galerie Bernard Vidal, Paris, Frankreich (Katalog)
- 1990: Ausstellung „Babylon“ im Jugendpalast, Moskau
- 1990: „Glasnost – Perestroika“ im BIAF, Barcelona, Spanien
- 1990: Ausstellung „Kunst gegen AIDS“ in der Galerie Friedrich, Köln, Deutschland
- 1991: Das zentrale Haus des Malers, Moskau
- 1991: ul. Solianka Ausstellungshalle, Moskau
- 1991: Galerie Friedrich, Köln, Deutschland (mit L. Lazareshvili); (Katalog)
- 1992: Theodor-Heuss-Akademie, Gummersbach, Deutschland, org. von Galerie Friedrich, Deutschland
- 1992: Frankfurter Hof, Mainz, Deutschland
- 1992: Galerie Friedrich, Köln
- 1993: Staatliche Tretjakow-Galerie, Moskau
- 1996: Museum „Ex Libris“, Moskau
- 1998: Das Zentrale Haus des Malers (Центральный дом художника), Moskau, org. von „Les Oread“, Frankreich
- 2001: Museum „Rosiso“ (Russische Graphik), Moskau
- 2001: Galerie Nr. 8, Berlin   Erste internationale Ausstellung abstrakter Kalligraphie, 2016

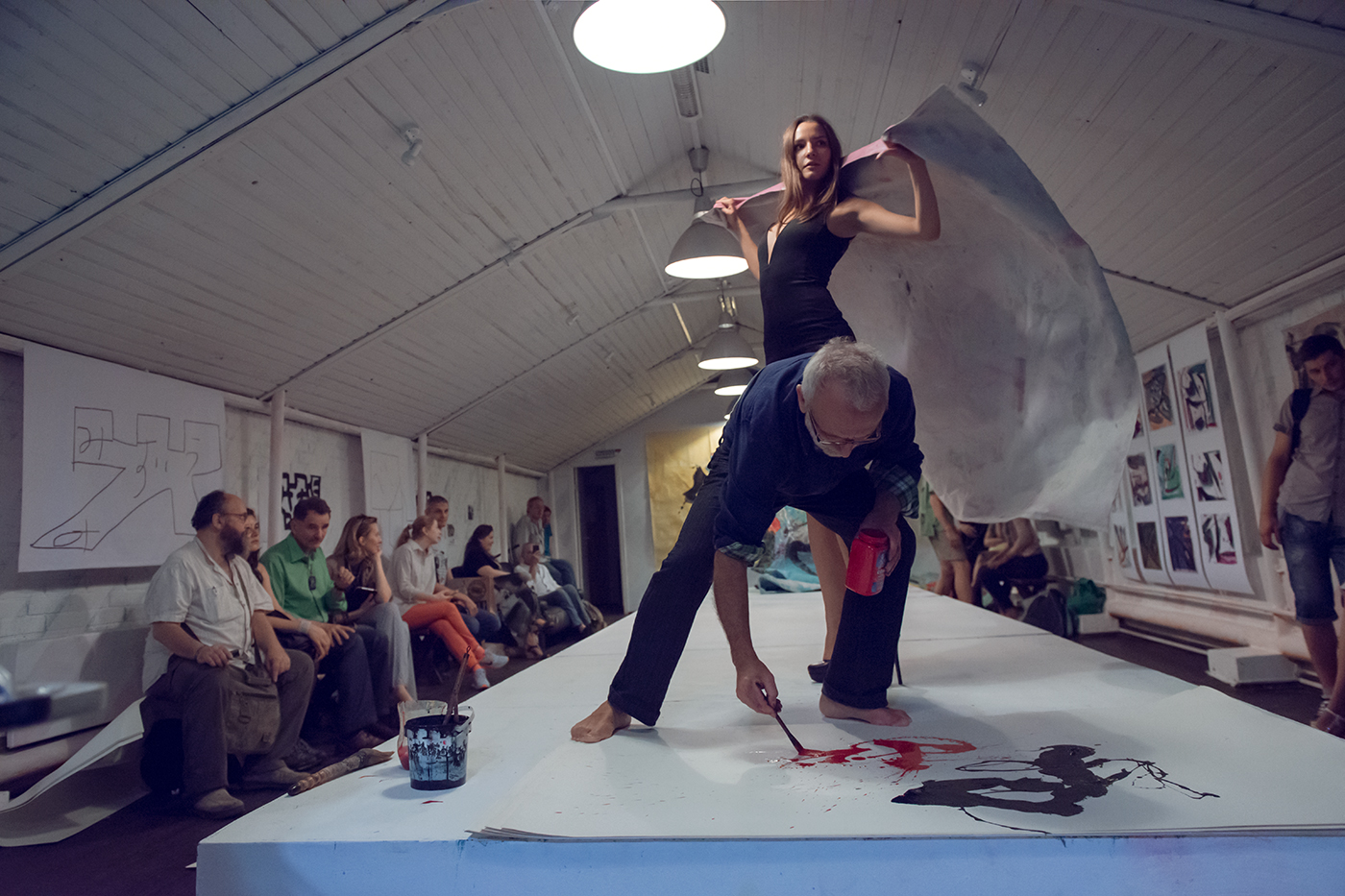
Erste internationale Ausstellung abstrakter Kalligraphie, 2016

- 2004: Ausstellung „Dreieck“ in der Städtischen Galerie des Schillerpalais, Berlin
- 2005: Russisches Kammertheater – Performance „CalligraphyCollaborations“ mit Sascha Puschkin (E-Klavier) und Edsel Scott (Tanz), Berlin
- 2005: Bushaltestellen in Moskau – Performance „Werbung und Kunst“ mit Igor Muchin (Foto)
- 2005: Club „Dom“ – Performance „Kalligraphie“, Moskau
- 2005: Club „Shiwojugolok“ – Performance mit Asja Belaja, Moskau
- 2005: Staatliches Zentrum für Gegenwartskunst – Performance „Kalligraphie wahrhaftig“ mit dem Kulturwissenschaftler Evgeni Steiner (New York University), Sergei Letov u. a., Filme von Viktor Nikolaev, Moskau
- 2006: Filmtheater „Babylon“, Berlin-Mitte – „Nofretete im Babylon“, Performance und Filme
- 2006: Filmtheater „Krokodil“, Berlin – Performance „Kalligraphie Jam Session“ mit Sascha Puschkin (E-Piano) und Edsel Scott (Tanz)
- 2006: Staatliches Zentrum für die zeitgenössische Kunst, Moskau – Abendprogramm „Kalligraphie wahrhaftig“, Performance mit S. Letov und Aufführung von Filmen, Filmtheater „Babylon“, Berlin-Mitte – Ausstellung „Nofretete im Babylon“, Performance und Filmaufführung, Filmtheater „Krokodil“, Berlin – Performance mit Alexander Puschkin und Edward Scott und Aufführung von Filmen
- 2007: Berlin, Gesellschaft für OSTEUROPA-FÖRDERUNG – Performance und Ausstellung „Theater der Kalligraphie“ mit Evgenij Makarov (E-Gitarre), Andrej Berezin (Tanz) und Ildar Kharissov (Klavier)
- 2007: Berlin, Kino „Krokodil“ – Tanzperformance mit Videofilmen (Tanz: Andrei Berezin, Edsel Scott, Asja Belaja, Natalia Tscheban) und Musik (Ildar Kharissov, Evgeni Makarov) im Rahmen der Filmwoche „TABU?“
- 2007: Moskau, „Die Zeche“ – Performance „Ein intimes Tagebuch“ mit Olga Maikl (Pantomime) und Sergei Letov (Saxophon)
- 2007: Moskau, „Die Zeche“ – „Kalligraphietheater“, Performance „Der Himmel“ mit Sergei Letov und Valja Sazhina (Pantomime)
- 2007: Moskau, Staatliches Zentrum für die zeitgenössische Kunst – Performance „Vera Cold“ mit Sergei Letov u. a.
- 2008: Berlin, Kunsthaus Tschaikowsky – Performance „Kalligraphie am Himmel“ mit Ingo Reulecke (Tanz), Evgenij Makarov (E-Gitarre) und Ildar Kharissov (E-Klavier)
- 2008: Berlin, Kunsthaus Tschaikowsky – Performance mit den Dichtern Andreas Diehl, Boris Schapiro und Ildar Kharissov und dem Musiker Evgenij Makarov (E-Gitarre)
- 2008: Moskau, Staatliches Zentrum für die zeitgenössische Kunst – „Exposition“, Performance mit der Gruppe SOMA - Komponisten Dmitri Kourliandski, Sergei Newski, Boris Filanovsky u. a.
- 2009: Moskau, Club „OGI“ – Performance mit Tina Georgievskaya und Sergei Letov im Rahmen des Kasimir-Malewitsch-Gedenkabends
- 2009: Moskau, Club Izwestija – Performance „Schamanen auf dem Roten Platz“ mit ValjaSazhina, Tanztheater Natalija Fiksel und Sergei Letov (Saxofon)
- 2009: Hersones/Sewastopol (Ukraine), Galerie „Zelenayapiramida“ – Ausstellung und Performance „Antica & Avantgarde“ im Rahmen des gleichnamigen Internationalen Kunstfestivals, das von Viktor Nikolaev initiiert wurde
- 2009: Moskau, Staatliches Zentrum für die zeitgenössische Kunst – Ausstellung und Performance „Der sakrale Eros“ mit dem Dichter Juri Godovanets und den Musikern Sergei Letov, Fedor Amirov, Irina Romodina, Elena Zolotova und Edita Fil, Film „Kreml-Reichstag“ mit Ingo Reulecke, Anna Melnikova (Tanz), Ildar Kharissov(Klavier), Uta Schilling (Kamera)
- 2009: Moskau, Club Izwestija – Performance „Schamanen auf dem Roten Platz“ mit ValjaSazhina, Tanztheater Natalija Fiksel und Sergei Letov (Saxofon)
- 2009: Berlin, NIMMERSATT – Ausstellung und Performance „Zerstörung der Tempeln“ mit Tobias Schwartz (Text), Pascal von Wroblewsky (Vokal), Ildar Kharissov (Klavier)
- 2009: Moskau, Zverev-Zentrum für zeitgenössische Kunst – Performance und Ausstellung „Badende“ (mit Alexej Orlowskij und Petr Perewersentsev)
- 2009: Moskau, Zverev-Zentrum für zeitgenössische Kunst – Performance und Ausstellung „21-25. Nichts Abstraktes“(mit Igor Terechow und Jakov Ljubimov)
- 2009: Berlin, Russische Bühne – Performance „Zerstörung der Tempeln“ mit Tobias Schwartz (Text), Pascal von Wroblewsky (Vokal), Ildar Kharissov (Klavier), Ingo Reulecke und Anna Melnikova (Tanz)
- 2010: Berlin, Konzerthaus am Gendarmenmarkt – Installation und Performance „Die Mauern“, Tanz – Minako Seki, Ingo Reulecke; Videopantomime – Sasha Bugreeva, Roman Andreykin; Stimme, Flöte, Komposition – NataliaPschenitchnikova; Komposition und Elektronik – Ildar Kharissov; Video – Linas Burneika, Boris Raskin, Alexey Zhul
- 2010: Berlin, Museen Dahlem – Installation und Performance „Die Mauern“, Tanz – MinakoSeki, Ingo Reulecke; Stimme, Flöte, Komposition – Natalia Pschenitchnikova; Komposition und Elektronik – Ildar Kharissov; Video – Maryna Shuklina
- 2010: Berlin, Rathaus Schöneberg – Performance „Wind der Ruine“, Tanz – Adam Read, Marek Berlin; Klavier – Marina Baranova; Kontrabass – Alexander Frangenheim; Video – Boris Raskin, Maryna Schuklina
- 2010: Berlin, Theater „Majak“ – Performance „Ljod“, Tanz – Yula Wind, Christian Günther; Video – Boris Raskin, Linas Burneika
- 2010: Moskau, Club „Dom“ – Performance „Eros i Vlast“, Tanz – Roman Andreykin, Sasha Bugreeva; Gesang – Tina Georgievskaya; Bläser und Elektronik – Sergei Letov; Video – Alexey Zhul
- 2010: Moskau, Galerie Belyaevo – Performance „Eros i Vlast“ im Rahmen des Programms „Das totale Theater Vyacheslav Koleychuks“; Tanz – Roman Andreykin, Sasha Bugreeva; Musik – Sergei Letov u. a.
- 2011: Berlin, Humboldt-Bibliothek – Performance „Russische Schönheit“ mit Ingo Reulecke (Tanz) u. a.; Video – Igor Gorovenko
- 2011: Berlin, PANDA/Kulturbrauerei – „Die verrückte Hieroglyphe“, Lyrik – Marina Hagen (Moskau) und Ildar Kharissov; Perkussion – Thomas Steinbach; Video – Igor Gorovenko
- 2011: Einbeck, (Deutschland), Altes Rathaus – „Theater der Kalligraphie meets Kunsthaus Einbeck“, Klavier – Ashley Hribar; Video – Igor Gorovenko; Tanz – Adam Read u. a.
- 2011: Moskau, Zverev-Zentrum für zeitgenössische Kunst – Performance „Sintez-dejstvie“, Lyrik – Anna Golubkova, Alexey Sosna, Danila Davydov, Igor Sid, Marina Hagen, Nikolay Baytov, SvetaLivak, YuliaSkorodumova, Yuriy Godovanets u. a.; Gesang auf Texte von D. Vedenyapinund A. Prokopiev – Tina Georgievskaya und Elena Isaeva; Fagott – Alexander Alexandrov (München); Komposition, Elektronik – Anatoliy Pereslegin2012 – 7. Berlin Biennale/KW Institute for Contemporary Art – „re-occupy+KREML“, Vokal – Anastasia Astrix; ElekroSounds – Pär Thörn (Stockholm), Technik – BorisRaskin (Berlin)
- 2012: Berlin, Gesellschaft für OSTEUROPA-FÖRDERUNG – Ausstellung und Performance „Macht des Zeichen“; Lesung und Gesang – Helena Kolb; Cello – Ekaterina Zaplakhova; Klavier – Mikhail Mordvinov
- 2012: Berlin, NIMMERASATT – „Metropolen“, Text und Lesung – Wladimir Sergienko; Saxophon und Elektronik – Sergei Letov
- 2012: Berlin, NIMMERASATT – experimentelle Rok+Oper „Ja – Pussy! Ja – Right!“, Lesung – Boris Schapiro; Klavier – Mikhail Mordvinov; Gesang – Anastasia Astrix; Videofilm – Boris Raskin
- 2012: Berlin, PANDA/Kulturbrauerei – „Die Mauern“, Szene 4/Text von Vladimir Sorokin, Lesung (Deutsch und Russisch) – Ildar Kharissov; Musik – Sergei Letov; Videopantomime – Sasha Bugreeva, Roman Andreykin; Video – Alexey Zhul
- 2012: Berlin, PANDA/Kulturbrauerei – Performance „BeautiesandtheBeast“ mit Ensemble LepotaRussian Folk, ArturStoll (Berlin – Russland) – E-Gitarre, Voice; Hamid Saneiy (Berlin –  Aserbeidschan) – Iranische Rhythmen auf Def, traditioneller aserbaidschanischer Gesang und Balladen; BabuaPahari (Berlin – Indien) – Indische Rhythmen auf Tabla und Bansuri (indische Flöte)
- 2013: Berlin, Glashaus – Präsentation des Projektes „Im Dialog mit Klassik“ im Rahmen der Ausstellung „TwoHints in One“
- 2013: Berlin, NIMMERASATT – Fest des Theaters der Kalligraphie, multimediale Performance „Die Macht des Quadrates“ mit Viktor Nikolaev (künstlerische Leitung, manuelle Videomalerei), Mikhail Mordvinov (Klavier), Michail Zhukov (Perkussion), Anna Melnikova (Tanz) und Boris Raskin (Video).
- 2013: Berlin, NIMMERASATT – OFFENE TAGE des Theaters der Kalligraphie (2): Ausstellung „Im Dialog mit Klassik“ (Viktor Nikolaev); Performance mit DJs Waldemar von Bockund HiFilLab Philippe Chatry, Viktor Nikolaev – Videomalerei, Boris Raskin – Video. Gedichte von Zhenya Markova (Berlin), Andrey Ditzel (Hamburg), Valerie G (Berlin) und Ildar Kharisov (Berlin) mit einer Videoprojektion, Live-Malerei und Musik.
- 2013: Berlin, NIMMERASATT – OFFENE TAGE des Theaters der Kalligraphie (1): Vernissage der Ausstellung „Im Dialog mit Klassik“ (Viktor Nikolaev); Performance „Prometheus“ mit Viktor Nikolaev (künstlerische Leitung, manuelle Videomalerei) und Mikhail Mordvinov (Klavier).Multimediale Lesung: EvgeniyaDobrova (Moskau), Ildar Kharissov und Zhenya Markova (Berlin). Video: Boris Raskin2013 – Moskau, „Datscha chudozhnikow“ – Ausstellung und Performance „Bolotnajapesnschamana“ mit Vera Sazhina (Vokal) und Aleksej Borisov (Elektronik)
- 2013: Moskau, Moscow Museum of Modern Art/MMOMA – Performance „Die himmlische Hieroglyphe“ im Rahmen des Performance-Festivals „igra v klassiki“ – Viktor Nikolaev – Videomalerei, Ildar Kharissov – Lesung, Alexey Borisov – Elektronik 2013 – Moskau, Zverev-Zentrum für zeitgenössische Kunst – Performance im Rahmen der Gruppenausstellung „Beyond the Line“
- 2014: Peredelkino (Russland), GalereyaChudotvoreniya – Ausstellung und Performance „V dialoge s klassikoj“ mit Alexei Borisov (Musikelektronik)
- 2015: Moskau, Galerie „Datscha“ – Ausstellung und Performance zusammen mit Alexei Skanavi (Klavier)
- 2016: Moskau, Erste internationale Ausstellung abstrakter Kalligraphie, Zverev Zentrum für zeitgenössische Kunst
- 2017: Berlin, Galerie „Art Stalker“ – Ausstellung „Abstract dialogues“ (mit Serafima Shamkhalova) und Performances mit Ana Maria Bonis (Gesang), Leonid Chernobelskiy (historische Instrumente), Ensemble „Karagaod“, Alexei Borisov und Olga Nosova (Musikelektronik)[6][7][8][9]